# Bartolomeo Bulgarini
Bartolomeo Bulgarini (Siena, 1300 circa – 1378) è stato un pittore italiano, identificabile con Ugolino Lorenzetti e il Maestro di Ovile.

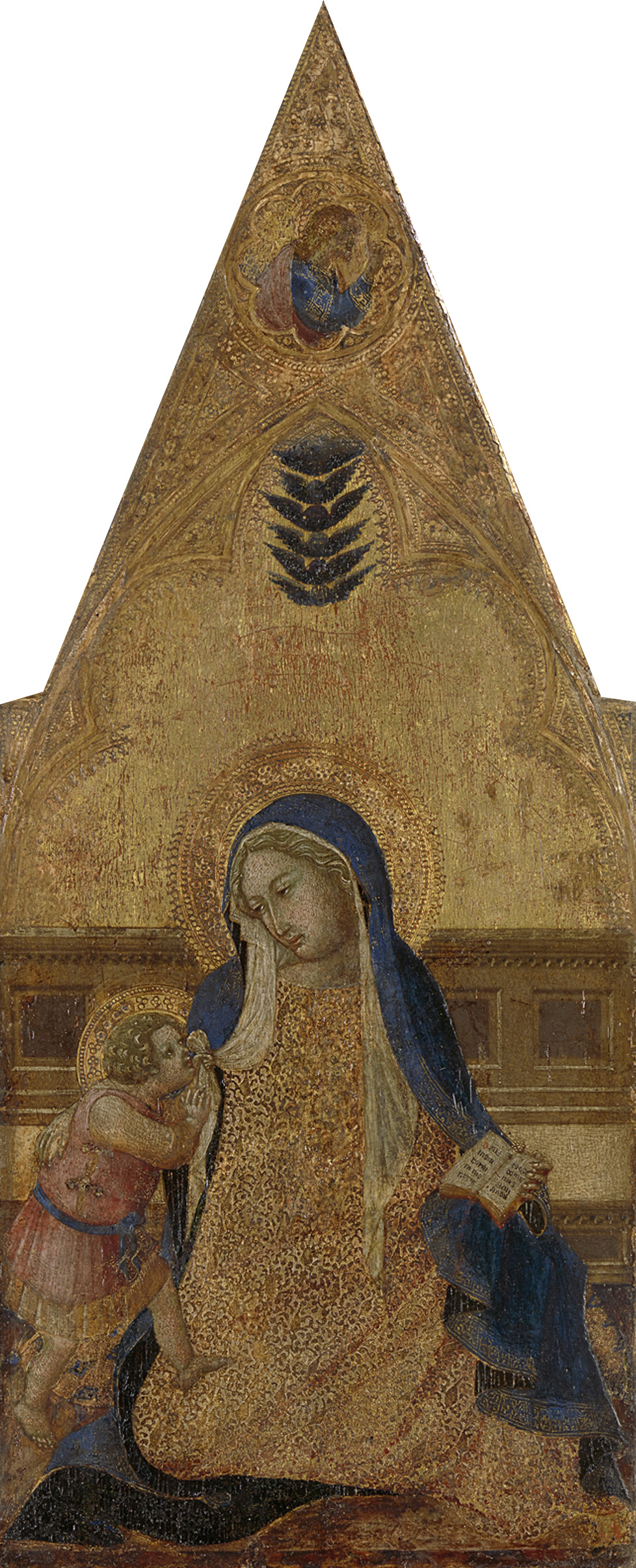
Madonna dell'Umiltà, Rijksmuseum Amsterdam.

Influenzato da Ugolino da Siena e Pietro Lorenzetti (da cui il nome convenzionale Ugolino Lorenzetti, attribuitogli da Bernhard Berenson). Fu autore di un polittico nella basilica di Santa Croce a Firenze e di una Madonna per la chiesa San Pietro a Ovile in Siena, da cui il nome di "Maestro di Ovile". Gli è stato attribuito il trittico della Madonna con Bambino e i Santi Ansano e Galgano, della Pinacoteca.

## Opere
- Madonna col Bambino, prima metà sec. XIV, dalla chiesa di San Pietro a Ovile, Museo Diocesano di Siena.
- San Bartolomeo, Santa Lucia, Santa Carterina, San Michele Arcangelo, prima metà del XIV secolo, Pisa, Museo Nazionale di San Matteo
- San Pietro e San Paolo, dopo il 1370, Museo Diocesano di Siena.
- Madonna in trono col Bambino, dopo il 1370, dalla Cattedrale di San Lorenzo di Grosseto, Museo d'arte sacra, Grosseto